# 科秋里
科秋里（烏克蘭語：Коцюри）是烏克蘭的村落，位於該國西部沃倫州，由科韋利區負責管轄，處於加帕河畔，距離留波姆5公里，始建於1796年，面積1.18平方公里，海拔高度182米，2001年人口315。